# El Corpus (kommun)
El Corpus är en kommun i Honduras.   Den ligger i departementet Choluteca, i den södra delen av landet, 90 km söder om huvudstaden Tegucigalpa. Antalet invånare är 21 856. Arean är 242 kvadratkilometer.
Terrängen i El Corpus är huvudsakligen kuperad, men österut är den bergig.